# Všechno o mormonech
Všechno o mormonech (v anglickém originále All About Mormons) je dvanáctý díl sedmé řady amerického animovaného televizního seriálu Městečko South Park.

## Děj
Do města se nastěhuje nová mormonská rodina Harrisonových, z čehož nejsou kluci moc nadšeni. Stana a jeho otce Randyho pak začne zajímat nesmírné štěstí, které Harrisonovi provází, a také je začne příběh proroka Josepha Smithe, takže oba chtějí konvertovat k mormonismu.